# Synaphris
Genre
Synaphris est un genre d'araignées aranéomorphes de la famille des Synaphridae.

## Distribution
Les espèces de ce genre se rencontrent en Afrique du Nord, en Europe du Sud, à Madagascar, au Proche-Orient et en Asie centrale.

## Liste des espèces
Selon World Spider Catalog (version 24, 06/03/2023) :
- Synaphris agaetensis Wunderlich, 1987
- Synaphris calerensis Wunderlich, 1987
- Synaphris dalmatensis Wunderlich, 1980
- Synaphris franzi Wunderlich, 1987
- Synaphris lehtineni Marusik, Gnelitsa & Kovblyuk, 2005
- Synaphris letourneuxi (Simon, 1884)
- Synaphris orientalis Marusik & Lehtinen, 2003
- Synaphris saphrynis Lopardo, Hormiga & Melic, 2007
- Synaphris schlingeri Miller, 2007
- Synaphris toliara Miller, 2007
- Synaphris wunderlichi Marusik & Zonstein, 2011

## Systématique et taxinomie
Ce genre a été décrit par Simon en 1894 dans les Theridiidae. Il est placé dans les Symphytognathidae par Levi et Levi en 1962, dans les Mysmenidae par Forster et Platnick en 1977 puis dans les Synaphridae par Marusik et Lehtinen en 2003.

## Publication originale
- Simon, 1894 : Histoire naturelle des araignées. Paris, vol. 1, p. 489-760 (texte intégral).